# 小野田郵便局 (山口県)
小野田郵便局（おのだゆうびんきょく）は、山口県山陽小野田市にある郵便局。民営化前の分類では集配普通郵便局であった。

## 概要
住所：〒756-8799 山口県山陽小野田市中川4-4-5

### 出張所（局外ATM）
民営化前は以下の場所に出張所としてATMを設置していた。現在も同じ場所にATMがあるが、管理はゆうちょ銀行広島支店となっている。
- サンパークおのだ内出張所

## 沿革
- 1891年（明治24年）4月1日 - 小野田郵便局（三等）として開設。同年12月1日より為替・貯金取扱を開始[1]。
- 1895年（明治28年）3月21日 - 小野田郵便電信局となる。
- 1903年（明治36年）4月1日 - 通信官署官制の施行に伴い小野田郵便局となる。
- 1948年（昭和23年）1月21日 - 高千帆郵便局から集配業務を移管[2]。
- 1974年（昭和49年）5月 - 局舎新築落成。
- 1998年（平成10年）9月1日 - 外国通貨の両替および旅行小切手の売買に関する業務取扱を開始。
- 2007年（平成19年）10月1日 - 民営化に伴い、併設された郵便事業小野田支店に一部業務を移管。
- 2012年（平成24年）10月1日 - 日本郵便株式会社発足に伴い、郵便事業小野田支店を小野田郵便局に統合。

## 取扱内容
- 郵便、印紙、ゆうパック、内容証明
- 貯金、為替、振替、振込、国際送金、外貨両替・トラベラーズチェック、国債、投資信託
- 生命保険、バイク自賠責保険、自動車保険
- ゆうちょ銀行ATM
- 山陽小野田市内の一部地域（小野田地域：〒756-00xx、756-08xx、756-85xx、756-86xx、756-87xx）の集配業務
- ゆうゆう窓口

## 周辺
- 山陽小野田市立中央図書館
- 山陽小野田市民館
- 日産化学 小野田工場
- おのだサンパーク
- スポーツセンター
- 山陽小野田市立小野田小学校
- 小野田公共職業安定所（ハローワーク小野田）
- 国道190号

## アクセス
- JR小野田線 南中川駅から徒歩約4分
- サンデンバス、船鉄バス 中川通停留所下車
- 山陽自動車道（宇部下関線） 小野田ICから南へ約4km
- 山口県道223号小野田港線（日産通り）沿い
- 駐車場あり：8台